# Généralité
 (mars 2025).
Si vous disposez d'ouvrages ou d'articles de référence ou si vous connaissez des sites web de qualité traitant du thème abordé ici, merci de compléter l'article en donnant les références utiles à sa vérifiabilité et en les liant à la section « Notes et références ».
Une généralité était sous l'Ancien Régime en France et dans d'autres pays européens le mot pour indiquer le régime du gouvernement central. 

## Les généralités en France
En France, dans le cadre de l'administration royale, les généralités avaient été créées dans le but de contrôler la collecte des principaux impôts destinés à l'État. Au cours du XVIIe siècle, les intendants qui en avaient la charge eurent de plus en plus un rôle de contrôle politique pour le compte du Conseil du roi. Elles étaient ainsi devenues un élément important de la politique centralisatrice des rois de France. Il y a eu jusqu’à trente-six généralités dans le royaume, les dernières ayant été créées en 1784.

## Lageneraliteitaux Pays-Bas
Aux sept Provinces-Unies des Pays-Bas, les États généraux, ayant abjuré le roi, ont fonctionné comme gouvernement central. Leurs actions étaient indiquées par la Généralité, tandis que les États provinciaux fonctionnaient comme des gouvernements régionaux.
Environ 20 % du territoire contrôlé par la République ne disposait pas d'états provinciaux. Ces pays de la Généralité étaient gouvernés directement par les États généraux.

## Lesgeneralitatscatalane et valencienne
La généralité de Catalogne (en catalan : Generalitat de Catalunya) et la Généralité valencienne (Generalitat Valenciana) sont les institutions de gouvernement de Catalogne et de la Communauté valencienne, deux communautés autonomes d'Espagne. Elles sont nommées en référence à la députation du Général de Catalogne et la députation du Général du royaume de Valence respectivement, aussi dites « Généralités » (Generalitats), députations permanentes créées pour assurer l'administration entre les réunions des Corts (« cours », « États généraux ») dans les différents territoires sous l'autorité centrale.